# Borsosgyőr
Borsosgyőr egykor önálló falu Veszprém vármegyében, 1973. április 15. óta Pápa egyik különálló városrésze. A város központjától 3,5, a belterület szélétől alig másfél kilométerre délnyugatra helyezkedik el.

## Fekvése
Pápa központjától délnyugati irányban fekszik.
Központján, annak főutcájaként a 834-es főút húzódik végig, nagyjából északkelet-délnyugati irányban; utóbbiból a déli határszélén ágazik ki Mihályháza külterületi részei, Mezőlak és a 8405-ös út felé a 84 112-es számú mellékút. Északkeleti határszéle mentén a 83-as főút húzódik végig.
Vasútvonal nem érinti, a legközelebbi vasúti csatlakozási lehetőséget Pápa vasútállomás biztosítja.

## Története
Területe az őskor óta lakott, a falu határában késő bronzkori és kelta leleteket is feltártak. A falu neve valószínűleg a bucka, domb jelentésű ómagyar gyür, győr szóból származik, míg az előtag személynévi eredetű. 1389-1390 körül említik először Borsos Geur néven. A középkorban tulajdonképpen két szomszédos falu viselte a nevet: egy 1488-ban kelt adójegyzékben szerepel Nagh Borsosgyuor neve – itt jegyzik fel azt is, hogy a falu 23 forint rovásadót fizetett –, a kisebbik falut 1590-ben említik Kisborsosgyeor aliter Feolseo Borsos Gyeor, majd a 17. század második felében Kys aliter Puzta Borsos Győr néven.
A falu a pápai uradalom része volt. A 15. században a Garaiak, a 16. század elején a Szapolyaiak, 1535-től az enyingi Török család birtoka volt, végül 1623-ban került az Esterházy család birtokába. A végvári korban megszenvedte a török támadásokat és a magyar urak viszálykodását: az 1529-ben a török hadjárat után 10 elpusztított portát számoltak össze, 1542 szeptemberében Zrínyi Miklós szállta meg a falut és sarcolta meg a jobbágyokat, 1552-től újra török kézen volt. A tizenöt éves háború alatt teljesen elnéptelenedett.
17. századvégi feljegyzések szerint a borsosgyőriek, mivel a falu kuriális telken épült, csak robottal tartoztak, dézsmát és kilencedet nem fizettek. 1768-ban viszont mint röghöz kötött jobbágyokat említik őket. Főleg mezőgazdaságból, illetve Pápán fuvarozásból és kereskedelemből éltek, a falunak saját malma volt. Egy 1773-as jegyzék szerint lakosai magyarok, többnyire reformátusok voltak, akik templomba a szomszédos Adásztevelre jártak át, 1827-ben azonban felépült saját református temploma. 1771-ben református iskola működött a faluban.
Az iparosodás bizonyos mértékű fellendülést hozott. 1910-ben nyílt meg a téglagyár (kezdetben 56 főt foglalkoztatott), ami jelentős mértékű betelepüléssel járt: a falu lakossága 1949-re 549 főre nőtt. A második világháború után a gyárat államosították, a Cserép és Téglaipari Egyesülés telepe lett. A század második felében a település tovább növekedett, új utcák nyíltak, kiépült a vízvezeték-hálózat, 2005-ben egy katolikus templom is épült.